# بول ماير
بول ماير (بالهولندية: Paul Meijer)‏ (و. 1915 – 1989 م) هو ممثل، من مملكة هولندا، توفي عن عمر يناهز 74 عاماً.

## وصلات خارجية
- بول ماير على موقع IMDb (الإنجليزية)